# Armeński Komitet Narodowy
Armeński Komitet Narodowy (niem. Armenisches Nationalkommittee) – armeńskie kolaboracyjne przedstawicielstwo narodowe w III Rzeszy podczas II wojny światowej.

## Historia
Komitet powstał 15 grudnia 1942 w Berlinie pod patronatem Ostministerium kierowanego przez Alfreda Rosenberga. Reprezentował interesy Ormian kolaborujących z Niemcami, którzy chcieli odbudowania niepodległości Armenii przy pomocy wojsk hitlerowskich. Na jego czele stał jako prezydent prof. Ardaszes Abegian, funkcję wiceprezydenta pełnił Abraham Giulkandian, sekretarza Harutiun Bagdasjan, a wśród członków byli Vahan Papazian, Der Towmasjan, Karekin Nżde, Drastamat Kanajan. Wszyscy byli powiązani lub byli działaczami emigracyjnej partii dasznaków (Armeńskiej Federacji Rewolucyjnej). Ponadto 2 ostatni byli b. generałami armii armeńskiej z okresu istnienia Demokratycznej Republiki Armenii (1918-1920). 15 lutego 1943 ogłoszono umowę podpisaną przez Komitet z władzami niemieckimi. Na jej podstawie do jego kompetencji należały sprawy kulturalne, oświatowe, propagandowe, publikacyjne. Były to faktycznie drugorzędne kompetencje, gdyż Niemcy zamierzali traktować Komitet jedynie jako instytucję fasadową, bez realnej władzy. Komitet odgrywał dużą rolę przy formowaniu w pierwszej połowie 1942 na obszarze Generalnego Gubernatorstwa i okupowanej Ukrainy dwóch Legionów Armeńskich. Następnie jego działacze prowadzili wśród żołnierzy pochodzenia ormiańskiego działalność propagandową w duchu proniemieckim i antykomunistycznym, oświatową (różne kursy i szkolenia), kulturalną i publikacyjną, wydając narodowe gazety (np. tygodnik „Armenien”) oraz różne publikacje, odezwy, ulotki itp. Działalność Komitetu trwała do zakończenia wojny w maju 1945.